# Albert Ayler
Albert Ayler (13. juli 1936 – 25. november 1970) var en amerikansk avant-garde jazzsaxofonist og komponist.
Han spillede tidligt altsaxofon og turnerede i slutningen af teenage-årene med den legendariske blues-mundharpespiller, Little Walter. Derefter havde han eget rhythm & blues-band, indtil han blev indkaldt til militærtjeneste i Tyskland, hvor han gik over til tenorsaxofon. Han besluttede at blive Europa og blev aktiv på musikscenen i Sverige, hvor han indspillede sin første plade i 1962. Han dukkede også op i København, hvor han blandt andet sad ind med Cecil Taylor i Montmartre, og hvor han i 1963 indspillede en kvartet-plade – hans sidste med jazz-standards.
Den kontroversielt ekspressive Albert Ayler vendte tilbage til USA og involverede sig i den nye avantgardejazz-scene, inden han i efteråret 1964 atter skrev jazzhistorie i København, ledsaget af Don Cherry, Gary Peacock og Sunny Murray.
Fra midten af 1960erne var Albert Ayler anerkendt som en stor personlighed på New York-jazz-scenen. Han blev ofte ledsaget af sin bror, trompetisten Donald Ayler, og deres stil var rabiat freejazz, omend den var ganske speciel i kraft af en voldsom spirituel patos, der blev understøttet af karakteristiske små fanfareagtige temaer med elementer af march- og cirkusmusik.
Med tilknytningen til Impulse Records i 1966 blev Albert Aylers musik blåstemplet, og den blev da også hen ad vejen umiddelbart mere tilgængelig, blandt andet inddrog saxofonisten i sine sidste år stærke elementer af rhythm & blues.
Efter at være forsvundet d. 5. november 1970 i et par uger, blev Albert Ayler fundet død i East River i New York d. 25 november. De nærmere omstændigheder er aldrig blevet klarlagt.

## Diskografi

### Albums
- 1964: Goin' Home
- 1964: New York Eye & Ear Control
- 1966: Live In Greenwich Village - The Complete Impulse Recordings
- 1967: Love Cry
- 1969: Music Is The Healing Force Of The Universe
- 2002: The Copenhagen Tapes